# Caroline Siems
Caroline Siems (* 9. Mai 1999 in Berlin) ist eine deutsche Fußballspielerin. Seit dem 1. Juli 2024 ist sie Vertragsspielerin von Werder Bremen.

## Karriere

### Vereine
Siems begann beim Berliner Stadtteil Friedenau beim Mehrspartensportverein Friedenauer TSC mit dem Fußballspielen, bevor sie im Alter von elf Jahren in die E-Jugendmannschaft des FC Viktoria 1889 Berlin wechselte. Im Alter von 16 Jahren gelangte sie nach Potsdam und wurde in der Saison 2015/16 sowohl in der B-Jugendmannschaft in der Staffel Nord/Nordost der B-Juniorinnen-Bundesliga als auch in der zweiten Mannschaft in der Gruppe Nord der seinerzeit zweigleisigen 2. Bundesliga eingesetzt.
In der Rückrunde der Saison 2016/17 rückte sie in die erste Mannschaft auf, für die sie ihr Pflichtspieldebüt am 23. April 2017 (17. Spieltag) bei der 0:1-Niederlage im Bundesligaheimspiel gegen den SC Freiburg mit Einwechslung für Lidija Kuliš ab der 46. Minute gab.
Nach dreijähriger Vereinszugehörigkeit, in der sie einen Knorpelschaden im rechten Knie erlitten hatte und längere Zeit dem Spielbetrieb fern bleiben musste, entschied sie sich gegen eine ihr angebotene Verlängerung ihrer Vertragslaufzeit und verließ den Verein.
Sie nahm ein Angebot wahr, das erste Mal im Ausland Fußball spielen zu können; der englische Erstligaaufsteiger Aston Villa WFC nahm sie zur Saison 2020/21 unter Vertrag. Nach nur einer Saison, in der sie in 13 Punktspielen eingesetzt wurde, kehrte sie nach Deutschland zurück.
Der Bundesligist Bayer 04 Leverkusen nahm sie zur Saison 2021/22 unter Vertrag mit einer Laufzeit bis zum 30. Juni 2023. Nach 24 Punkt- und vier Pokalspielen wurde die Laufzeit ein Tag vor Ablauf um weitere zwei Jahre verlängert.
Am 10. Mai 2024 wurde ihre Verpflichtung zur Saison 2024/25 auf der Vereins-Website des Ligakonkurrenten Werder Bremen öffentlich.

### Nationalmannschaft
Siems durchlief in einem Zeitraum von vier Jahren die Nachwuchsnationalmannschaften des DFB in den Altersklassen U15, U17, U19 und U20. Mit der U17-Nationalmannschaft gewann sie die Europameisterschaft 2016 in Belarus nach dem 3:2-Sieg im Elfmeterschießen gegen die U17-Nationalmannschaft Spaniens. Am 5. März 2017 debütierte sie in der U19-Nationalmannschaft, die das in Freundschaft ausgetragene Länderspiel gegen die US-amerikanische U19-Nationalmannschaft in La Manga del Mar Menor mit 2:1 gewann. Ihr letztes Spiel als Nationalspielerin bestritt sie für die U20-Nationalmannschaft, die das am 18. Oktober 2017 in Belgrad in Freundschaft ausgetragene Länderspiel gegen die U23-Nationalmannschaft Serbiens mit 0:2 verlor.

## Erfolge
Nationalmannschaft
- U17-Europameisterin: 2016

1. FFC Turbine Potsdam
- Deutsche B-Juniorinnen-Meisterin: 2015/16

Werder Bremen
- DFB-Pokal-Finalistin: 2024/25